# Distretto di Xiangdong
Il distretto di Xiangdong (湘东区S, Xiāngdōng QūP) è un distretto della Cina, situato nella provincia di Jiangxi e amministrato dalla prefettura di Pingxiang.